# Санита Уилиамс
Санита Лин Уилиамс (на английски: Sunita Lyn „Suni“ Williams) e американска астронавтка, участник в два космически полета. Тя е ветеран от две експедиции на борда на МКС. Към настоящия момент е жената с най-голям актив по отношение на извънкорабната дейност: 7 космически разходки с обща продължителност 50 часа и 40 мин. – пето постижение към 2014 г.

## Биография
Уилиамс е родена на 19 септември 1965 г. в Юклид, Охайо. Баща ѝ е индиец, а майка ѝ е словенка. Завършва магистърска степен по Engineering Management във Флоридския технологичен институт през 1995 г.
Избрана е за астронавт от НАСА през юни 1998 година.
На 16 април 2007 година става първият човек, пробягал маратон в космоса с време от 4 часа и 24 минути. За този пробег в условия на безтегловност е направен специален тренажьор. Уилиамс прави това постижение като официален задочен участник в Бостънския маратон, стартирайки заедно с останалите участници.

## Полети
През ноември 2002 г. е включена в дублиращия екипаж на МКС-10 до МКС като научен специалист. В основен екипаж е включена през декември 2003 г., но поради забавяне на подновяването на редовните полети на совалката след катастрофата с „Колумбия“ се оттегля от екипажа на МКС-12.
Уилиамс излита за първи път като член на екипажа на совалката Дискавъри, мисия STS-116 на 10 декември 2006, а заедно с Майкъл Лопес-Алегриа и Михаил Тюрин са екипажа на МКС-14 на МКС. От април 2007 става част от МКС-15, заедно с Фьодор Юрчихин и Олег Котов.
До юни 2007 г. тя е член на екипажа на Експедиция 15 на МКС. На 22 юни 2007 г. тя се завръща на земята със совалката „Атлантис“, мисия STS-117. С този полет тя поставя рекорд за най-продължителено пребиваване на жена в космоса.
На 5 юни 2024 г. в 14:52 UTC тя стартира заедно с Бари Уилмор на американския частен кораб Starliner, тестов полет Boe-CFT, към МКС. Пускът на ракетата носител Атлас V N22 (AV-085) с пилотирания космически кораб Starliner (CFT mission) е осъществен от площадка SLC-41 на американската космическа станция „Кейп Канаверал“ (щат Флорида, САЩ) от стартови екипи на компанията United Launch Alliance при участие на специалисти от НАСА и бойни екипажи на 45-то космическо крило от Космическите сили на САЩ.

### Статистика
| Санита Лин Уилиамс                                                     | Санита Лин Уилиамс | Санита Лин Уилиамс                     | Санита Лин Уилиамс | Санита Лин Уилиамс                         | Санита Лин Уилиамс | Санита Лин Уилиамс |
| №                                                                      | Дата               | КК                                     | Емблема на мисията | Функции                                    | Продължителност |                    |
| ---------------------------------------------------------------------- | ------------------ | -------------------------------------- | ------------------ | ------------------------------------------ | --- | ------------------ |
| 1                                                                      | 10 декември 2006   | „Дискавъри“ STS-116, МКС-14 на МКС     |                    | Бордови инженер                            | 194 денонощия 18 часа 15 минути 13 сек. |                    |
| 2                                                                      | 15 юли 2012        | „Союз ТМА-05М“, МКС-32 и МКС-33 на МКС | Expedition 33      | Бордови инженер (МКС-32) Командир (МКС-33) | 126 денонощия 00 часа 12 мин. 47 сек. |                    |
| 3                                                                      | 5 юни 2024         | „CST-100 Starliner“, мисия CFT         | -                  | Тест пилот                                 | Първоначално са планирани 8 дни, но поради множество технически проблеми възникнали с космическия караб на Боинг „Старлайнър“ ще останат блокирани в космоса до февруари 2025 г. |                    |
| Сумарно време в космоса (до 2012 г.) – 321 денонощия 17 часа и 15 мин. |                    |                                        |                    |                                            | |                    |